# Hollywood-rymlingar
Hollywood-rymlingar (originaltitel Hollywood kaçaklari) är en svensk-turkisk film från 1998 med regi och manus av Muammer Özer.
Inspelningen ägde rum i Turkiet med Dilek (Yaras) Özer som producent och Aytekin Çakmakçı som fotograf. Filmen premiärvisades den 2 januari 1998 i Turkiet och hade Sverigepremiär två år senare, 7 april 2000, på biograf Zita i Stockholm.

## Rollista
- Halil Ergün
- Bülent Kayabaş
- Füsun Demirel
- Serra Yılmaz
- Rahim Çakmak
- Mehmet Balkız
- Halil İbrahim Kuzucu
- Tuna Özer